# Messe Katowice

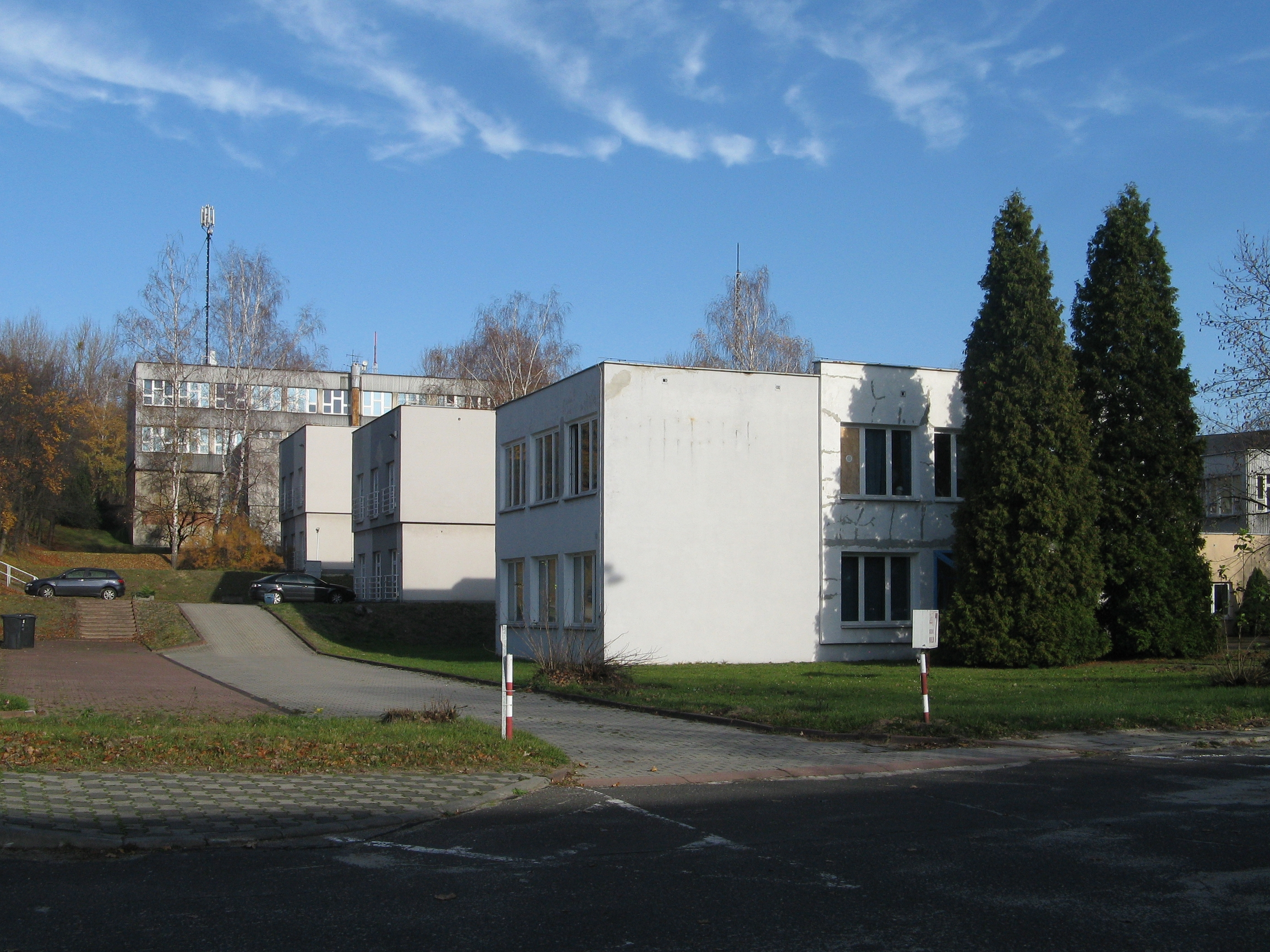
Chorzów, Targowa 5 Strasse

Die Messe Katowice (polnisch: Międzynarodowe Targi Katowickie (MTK)) ist die zweitgrößte Messe in Polen. Sie ist in der Großstadt Chorzów (Königshütte), direkt an der Stadtgrenze zu Katowice (Kattowitz) angesiedelt.
Das Katowicer Messegelände besteht aus einem großen Ausstellungsgelände und zahlreichen Messehallen, in denen jedes Jahr dutzende Messeveranstaltungen stattfinden. Außerdem sind hier Unternehmenssitze untergebracht. Die Messe liegt nicht im Stadtgebiet von Katowice, sondern gehört bereits zur Nachbarstadt Chorzów. Das Messegelände wurde wenige hundert Meter westlich von der Stadtgrenze von Katowice angelegt, hat aber eine Adresse der Stadt Katowice: ul. Bytkowska 2b. Im Oberschlesischen Industriegebiet gehen die Städte teilweise fast nahtlos ineinander über, dementsprechend beginnt auf der anderen Straßenseite Wełnowiec (früher Hohenlohehütte), ein Stadtteil von Katowice. 
Tatsächlich befindet sich die Messe nur 3,5 Kilometer nordwestlich der Innenstadt von Katowice, im so genannten Kultur- und Erholungspark der Woiwodschaft Schlesien (Wojewódzki Park Kultury i Wypoczynku), der den größten Park Polens darstellt. Die Messe profitiert von der großen freien Fläche auf dem Parkgelände und vor allem vom großen Absatzmarkt im Ballungsraum um Katowice mit rund 3,5 Millionen Einwohnern.
Am 28. Januar 2006 stürzte das Dach der größten Halle des Messegeländes ein und forderte nach offiziellen Angaben 65 Todesopfer, rund 170 Menschen wurden verletzt.